# Кравченко, Руслан Андреевич
Руслан Андреевич Кравченко (укр. Руслан Андрійович Кравченко; род. 14 марта 1990, Северодонецк) — украинский политический деятель. Генеральный прокурор Украины с 17 июня 2025 года. Председатель Государственной налоговой службы Украины (2024—2025). Председатель Киевской областной военной администрации (2023—2024)). Участник российско-украинской войны.

## Биография
Родился 14 марта 1990 года в Северодонецке Луганской области.

### Образование
С 1997 по 2005 год учился в общеобразовательной средней школе № 8 города Северодонецк. В течение 2005—2007 годов продолжал обучение в Киевском военном лицее имени Ивана Богуна. С 2007 по 2012 год учился на военно-юридическом факультете Национального университета «Юридическая академия Украины имени Ярослава Мудрого», где получил диплом магистра о полном высшем образовании по специальности «правоведение» и воинское звание «лейтенант юстиции».

### Карьера
15 августа 2012 года Руслан Кравченко был назначен на должность следователя Севастопольской прокуратуры, где он отвечал за обеспечение соблюдения законов в военной сфере Крымского региона Украины. Уже через год Кравченко был повышен до должности старшего следователя, на которой он работал до аннексии Крыма в 2014 году. В 2014 году получил назначение на должность старшего прокурора Ровненской, а затем Львовской прокуратуры по надзору за соблюдением законов в военной сфере Западного региона Украины.
С 2015 по 2019 год Руслан Кравченко работал в Главной военной прокуратуре Генеральной прокуратуры Украины в таких должностях:
- прокурора отдела процессуального руководства;

- заместителя начальника отдела процессуального руководства;

- начальника первого отдела процессуального руководства по досудебным расследованиям и поддержанию государственного обвинения в уголовных производствах следственного отдела Управления по расследованию преступлений против основ национальной безопасности Украины, мира, безопасности человечества и международного правопорядка.

С 2019 по 2020 год работал в должности заместителя военного прокурора Центрального региона Украины, переведен на должность прокурора отдела процессуального руководства и надзора за соблюдением законов при проведении оперативно-розыскной деятельности управления организации процессуального руководства, надзора за исполнением судебных решений и при проведении оперативно-розыскной деятельности Специализированной прокуратуры в военной и оборонной сфере Центрального региона.
С 2020 по 2021 год Руслан Кравченко работал начальником управления процессуального руководства по уголовным производствам о преступлениях в сфере оборонно-промышленного комплекса Специализированной прокуратуры в военной и оборонной сферах Офиса Генерального прокурора Украины.
С 15 марта 2021 по апрель 2023 года Руслан Кравченко возглавлял Бучанскую окружную прокуратуру Киевской области. С 31 марта 2022 года проводил фиксацию и расследование военных преступлений россиян в г. Буча. В апреле 2023 года был назначен председателем Киевской областной государственной администрации указом президента Украины от 10 апреля 2023 года № 204/2023.
28 декабря 2024 года Кабинет министров Украины поддержал проект указа президента Украины об отставке главы Киевской ОВА Руслана Кравченко.
30 декабря 2024 года президент Украины издал указ об увольнении Руслана Кравченко с должности председателя Киевской областной государственной администрации согласно поданному им заявлению.
31 декабря 2024 года назначен председателем Государственной налоговой службы. До 17 июня 2025 года исполнял эти обязанности.
16 июня 2025 года президент Украины Владимир Зеленский внёс в Верховную раду представление на назначение Руслана Кравченко на должность генпрокурора. 17 июня утверждён Верховной радой Украины на должность генерального прокурора Украины. За назначение Руслана Кравченко проголосовали 273 депутата из 226 необходимых. Он стал самым молодым генпрокурором за всю историю Украины.
21 июня указом президента назначен генеральным прокурором Украины.

### Участие в российско-украинской войне
В 2014—2015 годах принимал непосредственное участие в Антитеррористической операции при исполнении служебных обязанностей в должности прокурора 33-й военной прокуратуры Южного региона Украины (г. Дебальцево, г. Артёмовск — с 2016 года Бахмут).

### Общественная и профессиональная деятельность
В течение службы на разных должностях Руслан Кравченко руководил работой команды прокуроров, участвовавших в резонансных уголовных расследованиях:
- Как старший группы прокуроров осуществлял процессуальное руководство и поддерживал государственное обвинение в уголовном производстве против бывшего президента Украины Виктора Януковича по факту совершения им государственной измены и пособничества в ведении агрессивной войны. Добился признания Януковича виновным и приговора — 13 лет лишения свободы. В апелляционной и кассационной инстанциях указанный приговор оставлен в силе[5][22].

- Расследовал дела, касающиеся агрессии РФ против Украины в 2014 году в Севастополе и АР Крым. Обеспечивал проведение первоочередных следственных и процессуальных действий при осуществлении военными подразделениями Вооруженных Сил РФ военной агрессии против Украины на территории АР Крым. Собранные материалы были использованы в качестве доказательств ведения агрессивной войны против Украины.

- Принимал участие в обеспечении поддержания государственного обвинения в уголовном производстве в отношении военнослужащих Генерального штаба ВС РФ Ерофеева Е. В. и Александрова А. А. Они были признаны виновными в ведении агрессивной войны и совершении террористического акта, повлекшего гибель человека. В результате военные страны-агрессора были приговорены к 14 годам лишения свободы[23][24].

- Принимал участие в производстве в отношении уполномоченного представителя президента РФ Белавенцева О. Е. В результате последний приговорён к 12 годам лишения свободы — за совершение посягательства на территориальную целостность и неприкосновенность Украины, подстрекательство к государственной измене и ведение агрессивной войны против Украины.

- Работал по делу против чиновников Вооружённых Сил РФ — министра обороны РФ, командующего ЧФ РФ и других руководителей ВС РФ. Они были обвинены в умышленных действиях с целью изменения границ территории и государственной границы Украины, развязывания и ведения агрессивной войны. В результате проведенных следственных действий последние объявлены в розыск.

- В должности руководителя Бучанской окружной прокуратуры Киевской области решительно и оперативно наладил операционные процессы в части надлежащего сбора и документирования доказательств при расследовании системных военных преступлений россиян против украинского гражданского населения в период оккупации Бучанского района Киевской области в 2022 году[25].

## Награды
- Орден «За заслуги» III степени (23 августа 2022) — за значительные заслуги в укреплении украинской государственности, мужество и самоотверженность, проявленные в защите суверенитета и территориальной целостности Украины, весомый личный вклад в развитие различных сфер общественной жизни, отстаивание национальных интересов нашего государства, добросовестное исполнение профессионального долга[5][26].
- Орден Данилы Галицкого (2016)[21]
- Отличие президента Украины «За участие в антитеррористической операции» (2016)[21]
- Нагрудный знак «Знак Почёта» (2018)[21]
- Нагрудный знак «За добросовестную службу в органах прокуратуры» (2019)[21]

## Личная жизнь
Семейное положение — разведён. Детей нет.